# Hiram Powers
Hiram Powers (Woodstock, Vermont, 29 de junho de 1805 - Florença, 27 de junho de 1873) foi um escultor neoclássico norte-americano.
Iniciou sua carreira como relojoeiro, mas em 1826, visitando o estúdio de Frederick Eckstein, foi-lhe despertado um grande interessew pela escultura, passando a estudar ali. Sua habilidade assegurou-lhe um emprego no Western Museum, onde realizou ilustrações para a Divina Comédia que tiveram enorme sucesso. Em 1834 mudou-se para Washington, D.C., logo chamando a atenção da crítica. Pouco depois foi para Florença a fim de se aperfeiçoar, onde permaneceu o resto de sua vida, criando muitos bustos como retratos e estátuas idealistas, influenciado pelo Neoclassicismo. Sua obra A escrava grega se tornou um sucesso entre os abolicionistas norteamericanos e foi copiada várias vezes.